# Нижнемартыново
Нижнемартыново — деревня в  Казачинско-Ленском районе Иркутской области России. Входит в состав Мартыновского муниципального образования. Находится примерно в 57 км к востоку от районного центра.

## Население
По данным Всероссийской переписи, в 2010 году в деревне проживали 32 человека (17 мужчин и 15 женщин).